# Zatrachys
Genre
Espèce
Zatrachys est un genre éteint de grands amphibiens temnospondyles à tête plate datant du Permien inférieur de l'ère Paléozoïque.
Ses fossiles ont été trouvés dans les lits rouges du Texas.